# Physa fontinalis
Physa fontinalis е вид охлюв от семейство Physidae. Видът не е застрашен от изчезване.

## Разпространение и местообитание
Разпространен е в Австрия, Албания, Белгия, България, Великобритания (Северна Ирландия), Германия, Дания, Естония, Иран, Ирландия, Испания (Канарски острови), Италия, Канада, Латвия, Литва, Лихтенщайн, Люксембург, Нидерландия, Норвегия, Полша, Северна Македония, Румъния, Русия (Западен Сибир и Калининград), Словакия, Словения, Сърбия (Косово), Турция, Украйна (Крим), Унгария, Финландия, Франция, Хърватия, Черна гора, Чехия, Швейцария и Швеция.
Обитава сладководни басейни, реки, потоци и канали.

## Описание
Популацията на вида е стабилна.